# A.R. Radcliffe-Brown
Alfred Reginald Radcliffe-Brown (17. januar 1881 i Birmingham – 24. oktober 1955 i London) var en engelsk social-antropolog, som udviklede strukturfunktionalismen.
Radcliffe-Brown lavede sit første antropologiske feltstudie i 1906 på Andamanerne, hvor han studerede struktur og samfund og senere udgav hans første bog: The Andaman Islanders, 1922. Derudover lavede han feltarbejde i Australien i tiden fra 1910 til 1912, hvor han studerede de lokale australieres slægtskabssystemer og deres måde at relatere til social organisation, hvorefter han udgav bogen: Social Organization of Australian Tribes, 1931. 
Radcliffe-Brown underviste på flere forskellige universiteter rundt om i verden, som bl.a. University of Cape Town, 1920-1925, University of Sydney, 1925-1931, og University of Chicago, 1931-1937.